# Grandvelle-et-le-Perrenot
Grandvelle-et-le-Perrenot ist eine Gemeinde im französischen Département Haute-Saône in der Region Bourgogne-Franche-Comté.

## Geographie
Grandvelle-et-le-Perrenot liegt auf einer Höhe von 233 m über dem Meeresspiegel, 17 Kilometer südwestlich von Vesoul und etwa 31 Kilometer nördlich der Stadt Besançon (Luftlinie). Das Dorf erstreckt sich im Zentrum des Départements, im Saônebecken, in einer Mulde der Romaine, am Nordwestrand des Hügellandes zwischen Saône und Ognon.
Die Fläche des 10,44 km² großen Gemeindegebiets umfasst einen Abschnitt der gewellten Landschaft südöstlich der Saône. Naturräumlich ist das Gebiet zweigeteilt. Der größere nördliche Teil wird vom schwach reliefierten Saônebecken eingenommen, das teils aus tertiären Sedimenten, teils aus jüngeren Ablagerungen der Flüsse, sogenannten Alluvionen, aufgebaut ist. Entwässert wird das Gebiet durch die Romaine, die durch eine rund ein Kilometer breite Niederung nach Westen fließt. Nach Norden erstreckt sich das Gemeindeareal auf das angrenzende tertiäre Plateau, das durchschnittlich auf 250 m liegt und teils bewaldet, teils mit Acker- und Wiesland bestanden ist.
Nach Südosten steigt das Gelände allmählich an zur Hügellandschaft von Mailley, die zwischen den Flusstälern von Saône und Ognon liegt. Dieser Teil besteht in geologischer Hinsicht aus kalkigen und sandig-mergeligen Schichten der mittleren und oberen Jurazeit. Auf Gemeindeboden befinden sich die bewaldeten Höhen von Le Chaillolet (362 m) und Bois du Mont, auf dem mit 436 m die höchste Erhebung von Grandvelle-et-le-Perrenot erreicht wird.
Die Gemeinde besteht aus dem Hauptort Grandvelle (233 m) im Tal der Romaine, dem Weiler Le Perrenot (260 m) auf dem Plateau nördlich des Dorfes und einigen Gehöften. Nachbargemeinden von Grandvelle-et-le-Perrenot sind Rosey im Norden, Mailley-et-Chazelot im Osten, Maizières im Süden sowie Bourguignon-lès-la-Charité, Lieffrans und Neuvelle-lès-la-Charité im Westen.

## Geschichte
Das Gemeindegebiet von Grandvelle war schon sehr früh besiedelt, was anhand von Überresten eines gallorömischen Siedlungsplatzes und von burgundischen Gräberfeldern belegt werden konnte. Im Mittelalter gehörte Grandvelle zur Freigrafschaft Burgund und darin zum Gebiet des Bailliage d’Amont. Das Lehen von Grandvelle ging 1294 an die Herren von Traves und 1527 an Nicolas Perrenot, einen Kanzler Karls V. Dieser gründete 1549 die Ortschaft Le Perrenot, die nach ihm benannt wurde. Im Jahr 1555 wurde die Herrschaft Grandvelle zum Marquisat erhoben. 
Zusammen mit der Franche-Comté gelangte Grandvelle mit dem Frieden von Nimwegen 1678 definitiv an Frankreich. Im Jahr 1806 fusionierten die vorher selbständigen Gemeinden Grandvelle und Le Perrenot zur Doppelgemeinde Grandvelle-et-Perrenot. Die Gemeinde wurde 1962 offiziell in Grandvelle-et-le-Perrenot umbenannt. Seit 2009 ist die Gemeinde Mitglied des 33 Ortschaften umfassenden Gemeindeverbandes Communauté de communes du Pays Riolais.

## Bevölkerung
| Jahr                       | 1962 | 1968 | 1975 | 1982 | 1990 | 1999 | 2011 | 2018 |
| Einwohner                  | 218  | 207  | 205  | 232  | 216  | 232  | 341  | 380  |
| Quellen: Cassini und INSEE |      |      |      |      |      |      |      |      |

Mit 379 Einwohnern (1. Januar 2022) gehört Grandvelle-et-le-Perrenot zu den kleinen Gemeinden des Départements Haute-Saône. Nachdem die Einwohnerzahl in der ersten Hälfte des 20. Jahrhunderts deutlich abgenommen hatte (1881 wurden noch 431 Personen gezählt), wurden von 1960 bis 1999 nur geringe Schwankungen beobachtet. Seit etwa 2000 wird wieder ein kontinuierliches Bevölkerungswachstum verzeichnet.

## Sehenswürdigkeiten
Die Dorfkirche St. Martin in Grandvelle wurde im 18. Jahrhundert errichtet. Ebenfalls aus dem 18. Jahrhundert stammt ein Herrschaftssitz.

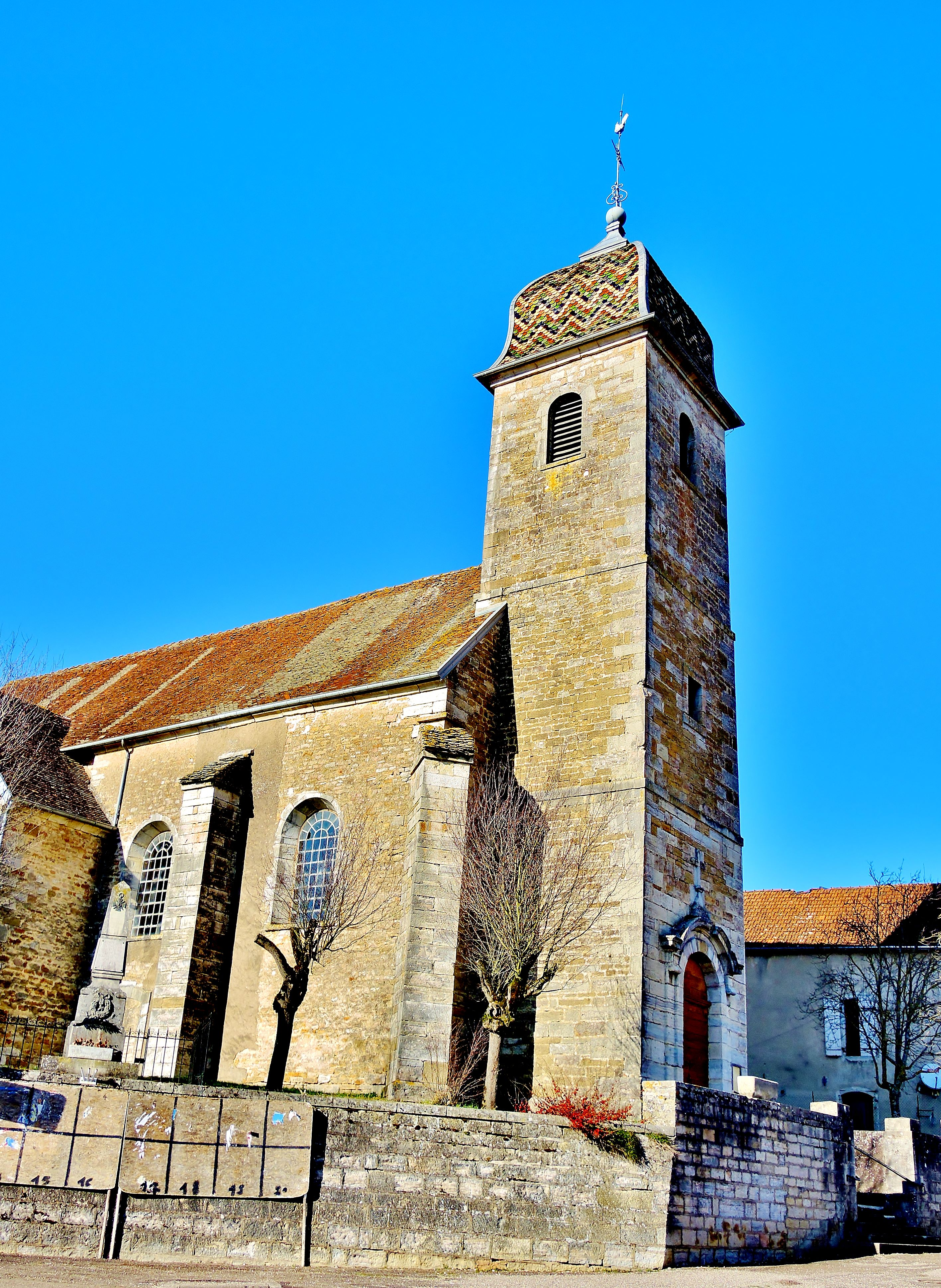
Kirche St. Martin
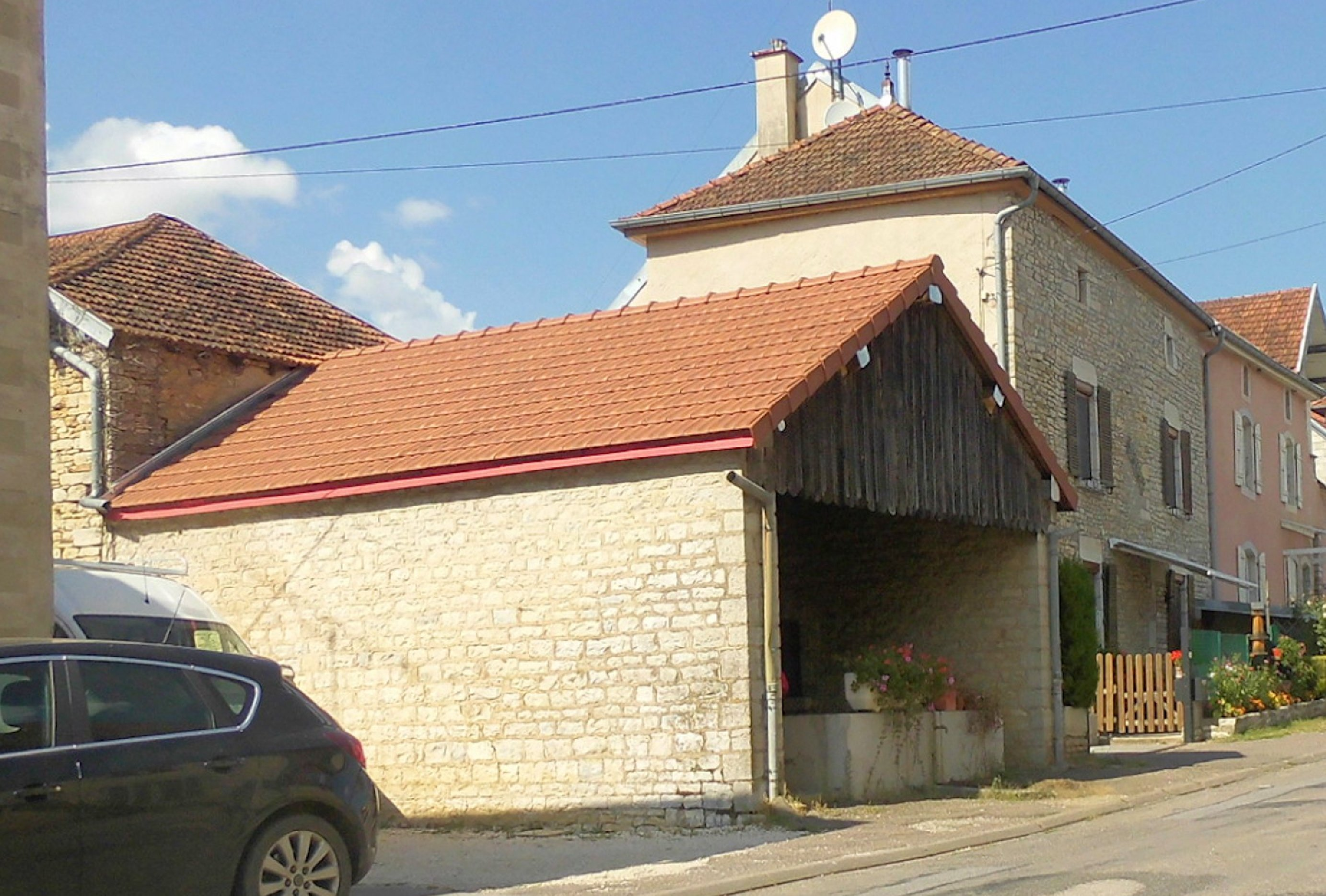
Lavoir in Grandvelle
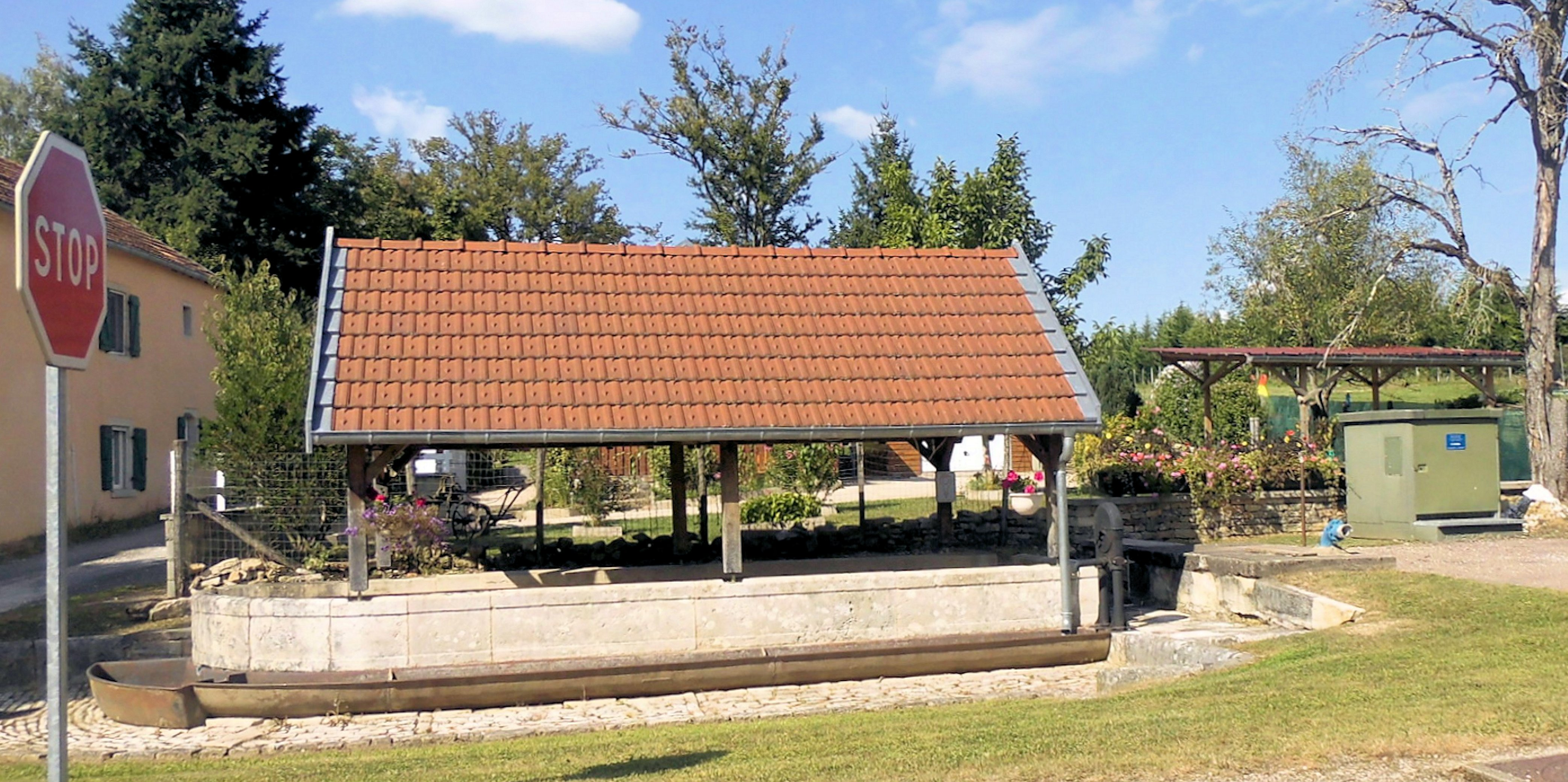
Lavoir in Le Perrenot

## Wirtschaft und Infrastruktur
Grandvelle-et-le-Perrenot war bis weit ins 20. Jahrhundert hinein ein vorwiegend durch die Landwirtschaft (Ackerbau, Obstbau und Viehzucht) und die Forstwirtschaft geprägtes Dorf. Heute gibt es einige Betriebe des lokalen Kleingewerbes. In den letzten Jahrzehnten hat sich das Dorf zu einer Wohngemeinde gewandelt. Viele Erwerbstätige sind deshalb Wegpendler, die in den größeren Ortschaften der Umgebung ihrer Arbeit nachgehen.
Der Ort ist verkehrstechnisch gut erschlossen. Er liegt an der Hauptstraße D474, die von Gray via Gy nach Vesoul führt. Durch eine Ortsumfahrung ist der Dorfkern vom Transitverkehr entlastet. Weitere Straßenverbindungen bestehen mit Fresne-Saint-Mamès, Rioz und Neuvelle-lès-la-Charité.